# Epomophorus minor
Epomophorus minor är ett däggdjur i familjen flyghundar som förekommer i östra Afrika. Populationen infogades tidvis i Epomophorus labiatus.

## Utseende
Med en kroppslängd (huvud och bål) av 96 till 115 mm, med 54 till 66 mm långa underarmar och med en vikt av 45 till 55 g är arten ungefär lika stor som andra släktmedlemmar. Den saknar svans, har 14 till 15 mm långa bakfötter och 16 till 20 mm stora öron. Hannar är lite större än honor och de har veck i överläppen. Typisk för huvudet är avrundade nakna öron och stora ögon med brun regnbågshinna. Bakom och framför varje öra finns en ljusfläck. Epomophorus minor har sandbrun päls som är lite ljusare på undersidan. Som hos alla släktmedlemmar har hannar vita tofsar på axlarna som liknar epåletter. Arten har 6 tvärliggande åsar på gommen och två ligger bakom tänderna.

## Utbredning
Denna flyghund har en population i Etiopien och en annan population från Kenya och Uganda över Tanzania och sydöstra Kongo-Kinshasa till östra Zambia, Malawi och norra Moçambique. Den lever i låglandet och i bergstrakter upp till 1950 meter över havet. Arten hittas i savannlandskapet Miombo, i halvöknar, gräsmarker, buskskogar och öppna skogar.

## Ekologi
Exemplaren är nattaktiva och de vilar på dagen i trädens kronor, i palmer eller i små stugor. De har frukter och nektar som föda. Antagligen finns två parningstider per år. Ungar, dräktiga honor och individer med aktiva könsdelar hittades i olika månader.

## Hot
Epomophorus minor jagas i vissa regioner intensiv för köttets skull. Hela populationen anses vara stabil. IUCN listar arten som livskraftig (LC).